# Òscar Pàmies i Domínguez
Òscar Pàmies i Domínguez (Barcelona, 1961) és un novel·lista català. Va ser guardonat amb el Premi Documenta de narrativa 1993, destinat a autors joves, per la seva obra L'estat contra P.. Aquest llibre és una paròdia sarcàstica del llibre El procés de Kafka i ens presenta un personatge que es veu perseguit per d'altres que li impedeixen fer la seva vida. També va guanyar el XXXII Premi Marià Vayreda de narrativa per 72 illes (1998). Ha publicat principalment narrativa fantàstica i de ciència-ficció i és membre de la Societat Catalana de Ciència-Ficció i Fantasia.

## Obres destacades[2]
- La Raó Constel·lar del Metropolità (AJELC/Edicions del Mall, 1984) [Com Ernest Jou-Desvern] ISBN 978-84-7456-214-9
- L'estat contra P. (Edicions 62, 1994) ISBN 978-84-297-3744-8
- Com serà la fi del món. Maneres que tindrà de presentar-se'ns i com preparar-s'hi anímicament (Edicions 92, 1996) ISBN 978-84-297-4190-2
- 72 illes (Empúries, 1998) ISBN 978-84-7596-613-7
- Ara és l'hora somiadors (La Campana, 2005) ISBN 978-84-95616-67-8
- Grandiós final de festa. Com serà la fi del món 2 (Edicions de Catatuga 2019) ISBN 978-84-17190-87-3